# Pseudechis
Pseudechis (WAGLER, 1830) è un genere di serpenti velenosi della famiglia Elapidae. Questi serpenti sono diffusi in Australia (ad eccezione della Tasmania) e in Papua Nuova Guinea.
Questi serpenti si trovano in svariati habitat: dalle zone desertiche a quelle paludose o umide.

## Specie
Sono conosciute nove specie della famiglia Pseudechis:
- Pseudechis australis (GRAY, 1842)
- Pseudechis butleri (SMITH, 1982)
- Pseudechis colletti (BOULENGER, 1902)
- Pseudechis guttatus (DE VIS, 1905)
- Pseudechis pailsei (HOSER, 1998)
- Pseudechis papuanus (PETERS & DORIA, 1878)
- Pseudechis porphyriacus (SHAW, 1794)
- Pseudechis rossignolii (HOSER, 2000)
- Pseudechis weigeli (WELS & WELLINGTON, 1987)

## Riproduzione
Tutte le specie di questo genere sono ovipare, ad eccezione del serpente nero gonfiato rosso (Pseudechis porphyriacus), che è viviparo.

## Etimologia
Pseudechis significa "come una vipera", dal greco antico Echis.